# Аличе Кастело
А̀личе Кастѐло (на италиански: Alice Castello; на пиемонтски: Ales d'l Castel, Алес дъл Кастел) е малко градче и община в Северна Италия, провинция Верчели, регион Пиемонт. Разположено е на 258 m надморска височина. Населението на общината е 2736 души (към 2013 г.).